# 卡勒德·胡賽尼
卡勒德·胡賽尼（波斯語： [ˈxɒled hoˈsejni]；英語： /ˈhɑːlɛd hoʊˈseɪni/；1965年3月4日—）出生於阿富汗喀布爾市，是一位美國醫師與暢銷書作家。現已出版三部小說，其中最著名的是2003年的《追風箏的孩子》，因為這部小說大獲成功，他決定轉職成為專業作家。

## 生平
- 父親為外交官，母親是喀布爾女子學校的教師。任內科醫師十餘年，《追風箏的孩子》出版一年半後卸職。已婚並育有兩位孩子。
- 1970年，全家隨父親外派到伊朗的德黑蘭。
- 1973年，全家搬回喀布爾。他母親生下了最小的弟弟。這一年是阿富汗政權維持穩定的最後一年。之後政變與外侵不斷，也結束了胡賽尼在阿富汗美好的童年。
- 1976年，父親在法國巴黎找到了工作，於是全家搬遷到巴黎居住，由於阿富汗政權極不穩定，全家就再也沒有返國。
- 1980年，蘇聯入侵阿富汗，父親決定向美國申請政治庇護，之後就舉家移民到美國加州的聖荷西。初時經濟貧困，曾向美國政府領取福利金與食物券。
- 1984年，高中畢業申請到聖塔克拉拉大學唸生物，畢業後在加州大學聖地牙哥分校醫學系就讀。
- 1993年，取得了醫學學位。
- 1996年，在加州洛杉矶的锡安山医学中心（英语：Cedars-Sinai Medical Center）完成實習工作。
- 2003年，發表第一部小說《追風箏的孩子》
- 2006年，榮獲聯合國首屆人道主義獎，並擔任美國駐聯合國難民總署親善特使，通過他設立的卡勒德胡賽尼基金會在阿富汗提供人道援助。
- 2007年，出版第二部小說《灿烂千阳》。
- 2013年，第三部小說《群山回唱（英语：And the Mountains Echoed）》出版。

## 作品
《追風箏的孩子》是胡賽尼的第一本小說，也是美國第一本由阿富汗人寫出的英文小說，由於他的母親是教師，在他童年帶他讀了相當多的波斯詩歌和波斯小說，引導他對寫作的興趣。在他們住在伊朗時，三年級的他認識了一位哈扎拉族朋友。胡賽尼教他寫作、讀書，這段溫馨的回憶遂成為日後故事中主角阿米爾與哈山的背景。這本書中以阿米爾的角度，描述了阿富汗的社會與政治轉折，並帶出遜尼派的普什圖人对什葉派的哈扎拉人的种族歧视。由於主題特殊且情節動人，2003年出版後陸續獲得許多新人文學獎，並躍居全美各大暢銷排行榜。成為當年全美第三大暢銷書。2006年由夢工廠買下電影版權，導演為馬克·福斯特（Marc Forster）。
《灿烂千阳》是胡賽尼的第二本小說，英語原文版於2007年5月出版，臺灣中文版於2008年2月問市。
《群山回唱》（或譯為《遠山的回音》）为2013年出版的第三部长篇小说。小说以阿富汗为背景，为家庭伦理类小说。

## 荣誉
- 南非年度最佳平装书波克奖（英语：Exclusive Books Boeke Prize）（2004年 《追风筝的人》）
- 英国图书奖（英语：British Book Awards）（2008年 《灿烂千阳》）

## 外部連結
- 胡賽尼的官方網站（页面存档备份，存于）-英語
- 卡勒德·胡賽尼的X（前Twitter）
- 卡勒德·胡賽尼的Facebook專頁
- 卡勒德·胡賽尼的Instagram帳戶
- 卡勒德·胡賽尼在豆瓣上的资料（简体中文）
- 博客來書籍館-追風箏的孩子
- 《遠山的回音》卡勒德·胡賽尼專訪 （页面存档备份，存于）-YouTube、 中文字幕